# 海门县 (古代)
海门县，中国古旧县名。
五代后周显德五年（958年）置，治所在东洲镇（今江苏启东市东北）。后县治屡迁。明朝时，属扬州府通州，旧治礼安乡坍没于海，正德七年（1512年）徙治余中场。嘉靖二十四年（1545年）八月迁于金沙场以避水患。清朝康熙十一年（1672年），最终因土地坍没于海，废入通州。